# Тамаруго білощокий
Тамару́го білощокий (Conirostrum leucogenys) — вид горобцеподібних птахів родини саякових (Thraupidae). Мешкає в Центральній і Південній Америці.

## Підвиди
Виділяють три підвиди:

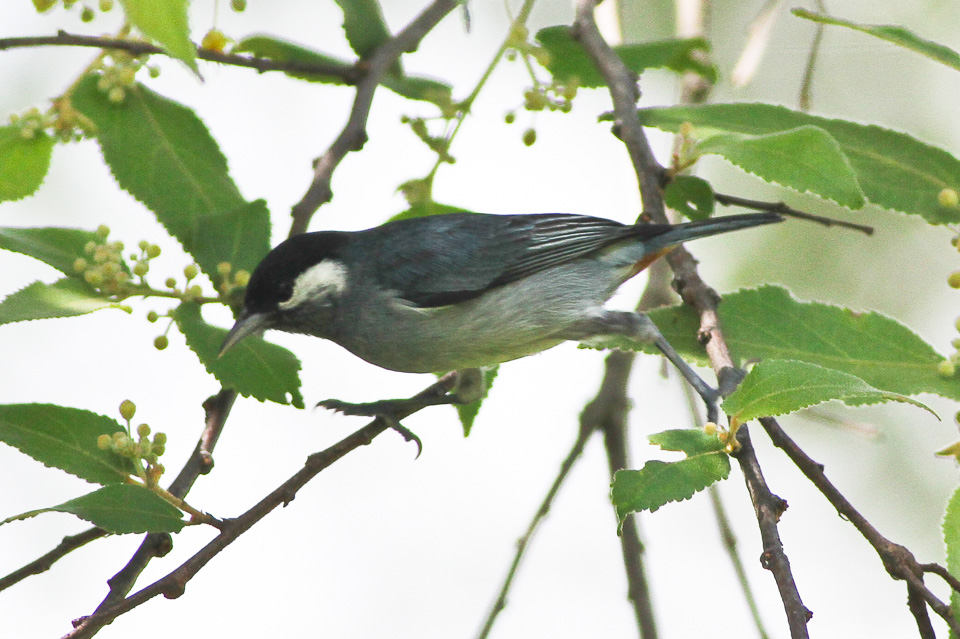
Білощокий тамаруго

- C. l. panamense (Griscom, 1927) — східна Панама (Дар'єн) і північно-західна Колумбія (Чоко);
- C. l. leucogenys (Lafresnaye, 1852) — Північна Колумбія і північно-східна Венесуела;
- C. l. cyanochroum (Todd, 1924) — Анди на заході Венесуели (Кордильєра-де-Мерида, Сьєрра-де-Періха).

## Поширення і екологія
Білощокі тамаруго мешкають в Колумбії, Венесуелі і Панамі. Вони живуть в кронах вологих рівнинних тропічних лісів, на узліссях, у вологих чагарникових заростях, на полях і плантаціях. Зустрічаються на висоті до 800 м над рівнем моря.